# Зирянка (Новосибірська область)
Зирянка (рос. Зырянка) — селище у Чулимському районі Новосибірської області Російської Федерації.
Входить до складу муніципального утворення Большенікольська сільрада. Населення становить 0 осіб (2010).

## Історія
Згідно із законом від 2 червня 2004 року органом місцевого самоврядування є Большенікольська сільрада.

## Населення
| 2002 | 2007 | 2010 |
| ---- | ---- | ---- |
| 57   | ↘16  | ↘0   |